# БКП марксисти
Българска комунистическа партия – марксисти, съкратено БКП-М, е политическа партия в България.

## История
Основана е през 1990 г. Нейната идеология е комунизъм и марксизъм. Председател на изпълнителното бюро на партията е Борис Петков.
БКП-М взима участие в парламентарните избори през 1991 г. и получава 7663 гласа (0,14%). През 1999 г. на общинските избори е част от Съюза на комунистическите партии.